# Buhre Avenue
Buhre Avenue è una fermata della metropolitana di New York, situata sulla linea IRT Pelham. Nel 2015 è stata utilizzata da 661 527 passeggeri.
È servita dalla linea 6 Lexington Avenue/Pelham Local, sempre attiva tranne nelle ore di punta, e dalla linea 6 Lexington Avenue Local/Pelham Express, attiva solo nelle ore di punta.